# يوسف درويش (محامي)
يوسف درويش (2 أكتوبر 1910 - 2 أكتوبر 2006) محامٍ وحقوقي وكاتب مصري.

## يوسف درويش في سطور[1]
يوسف موسى يوسف فرج درويش ينتمي إلى أسرة يهودية قرائية مصرية،
أمضى طفولته في منطقة العباسية وانتقل بعد ذلك إلى حي مصر الجديدة حيث كان يعمل والده في مجال المصوغات.
درس في المدارس الحكومية حتى سن 12 عاماً التحق بمدارس الفرير الابتدائية والثانوية حتى سنة 1930 م.
حصل على ليسانس الحقوق من فرنسا سنة 1934 م وعادلها بالليسانس المصري سنة 1944 م، وأعلن إسلامه عام 1947
كان معادياً للحركة الصهيونية وموقفه كان معروف منها، كما رفض استيطان اليهود في فلسطين وكون مع مجموعة من الأصدقاء في فرنسا جمعية «الطلبة العرب».
إنضم للحركة الشيوعية إبان دراسته الحقوق في فرنسا واهتم عند عودته إلى مصر بالدفاع عن العمال،
في أكتوبر 1934 عاد يوسف درويش إلى مصر وعمل محاميا في المحاكم المختلطة، وفي عام 1941 تزوج وانتقل إلى منطقة وسط البلد وأنجب ابنه «مجاهد» وتزوج مرة أخرى وأنجب ابنته «نولة» والتي ما زالت تعيش في مصر وترأس جمعية «المرأة الجديدة».
اعتقل عدة مرات وأسس مع زملاء له «منظمة طليعة العمال»، ويعد اتحاد«منظمة طليعة العمال» مع منظمة حدتو سنة 1958 أصبح ضمن قيادة الحزب الشيوعي المصري الموحد، الذي واجه حملات اعتقال مكثفة في تلك الفترة، واعتقل يوسف درويش في أواخر الخمسينيات.
و بعد حلّ الحزب الشيوعي المصري العام 1962 أسس مع ميشيل كامل «منظمة شروق الشيوعية»، التي توحدت مع حلقة «حدتو» عام 1975 وشكلت الحزب الشيوعي المصري في أوائل مايو عام 1975. وغادر يوسف درويش مصر ليقيم في براغ عاصمة تشيكوسلوفاكيا، ويمثل الحزب الشيوعي في هيئة تحرير مجلة السلم والأشتراكية التي تصدرها أحزاب شيوعية ويسارية. ومع تفجر الخلافات داخل الحزب الشيوعي المصري عام 1984 خرج من الحزب عدد من الكوادر. وكان من بينهم يوسف درويش الذي شارك مع ميشيل كامل وأحمد الهلالي وعدد من القيادات اليسارية في تأسيس حزب الشعب الاشتراكي عام 1989 .
توفي العام 2006 .

## كتب قام بترجمتها إلى العربية
- تاريخ يهود النيل لجاك حسون.
- وثائق من واقع اليسار الماركسي الفرنسي
- أوضاع عمال الصناعة الكبيرة في القاهرة وضواحيها لجان فاليه.

## أسرة يوسف درويش
ينتمي يوسف درويش إلى عائله مصرية لها وجود بعيد في مصر ومن أشهر أفرادها مراد بك فرج الذي كان محاميا للخديوي عباس الثاني وهو كاتب وباحث وشاعر، له كتب في القانون وكتب في تاريخ الفدائيين وكذلك الموسيقار المعروف داود حسني، ويوسف درويش هو جد الممثلة المعروفة بسمة.
وكانت عائلته تنتمي إلى مذهب القرائيين الذي أسسه عنان بن داود ويقوم على الإيمان بالتوراة فقط دون التلمود ورفض العودة إلى فلسطين.
وفي مصر كان عدد القرائيين يقارب نصف عددهم في العالم وكان العديد منهم لا يعرف سوى العربية ولهذا كان الربانيون يتعاملون معهم بقدر من التعالي وكان غالبية القرائيين يعيشون في حارة اليهود والأكثر ثراء في أحياء الظاهر والعباسية ومصر الجديدة والقرائيين يصلون صلاة مختلفة عن الربانيين فهم يركعون ويسجدون كالمسلمين،
والطريف أن طقوسهم تلك كانت وراء نجاتهم من النازيين إذ لم يعاملهم كيهود.

## روابط خارجية
- «المصرى اليوم» تنفرد بنشر وصايا يوسف درويش ورسائله إلي جمال عبد الناصر والسادات ، المصري اليوم في 17 يونيو 2006
- يوسف درويش.. مناضل من طراز فريد ، الحوار المتمدن-العدد: 2963 - 2فبراير 2010
- فيلم واعتذار للفنانة بسمة بعد هجوم على أصل جدها اليهودي، الشرق الأوسط في 25 أبريل 2010
- رسالة إلى «بسمة»: كونى فخورة بجدك المناضل العظيم «يوسف درويش»  ، الرأي نيوز في 22 أبريل 2010
- مع تحياتي لأستاذي العزيز  ، الأهرام في 9 أبريل 2010